# Matija Rebrović Razbojski
Matija Rebrović Razbojski (Tounj, Ogulin, 1756. − Graz, 26. prosinca 1830.), hrvatski vojni zapovjednik u habsburškoj vojsci, hrvatski plemić.

## Životopis
Rodio se je u Tounju kod Ogulina. Od 1771. u ogulinskoj pješačkoj graničarskoj pukovniji. Ratuje protiv Osmanlija 1788. u činu natporučnika. Sudjeluje u Napoleonskim ratovima. 1796. ratuje protiv Napoleonove Italije. 1799. napredovao je do čina majora, 1806. postao je potpukovnik, a 1808. pukovnik.
Ratovao u Marmontovu ratu u Dalmaciji i Lici. Bio je zapovjednik Ličke pukovnije, a nakon boja na brdu Kiti 16. svibnja 1809. kod Knina, gdje je zarobljen general bojnik Andrija Stojčević, preuzima zapovjedništvo nad Opservacijskim korpusom. Nadređen mu je bio podmaršal Vinko Knežević od Svete Jelene. Radi zadržavanja Francuza, postavio je obranu kod Gračaca gdje su se odvijale borbe, a uspjeh je postigao iscrpljivanjem protivnika u bitci kod Graba.
S Francuzima se sukobio 21. i 22. svibnja 1809. godine kod Bilaja. Bilaj je razrušen i popaljen uz velike žrtve, a pučanstvo koje nije moglo biti u borbi iza Rebrovićeve vojske izašlo je prema Gospiću, dok je većina bilajskih ratnika ili otišla s Rebrovićevom (Rebranićevom) vojskom ili se skrila u okolnim šumama.
Francuzi su ipak uspjeli nadirati dalje, pa je uslijedila nova bitka kod Brloga i Žute Lokve 1809. koja se odvijala u vremenu 24. – 26. svibnja, u kojoj je Rebrović imao problema i s vlastitom vojskom, čiji su pripadnici masovno dezertirali čim su doznali da im Osmanlije ugrožavaju obitelji.
Kad je Austrija izgubila rat s Francuzima, odbio je pristupiti francuskim snagama. Nakon pada Napoleona vratio se je u austrijske snage. 1810. umirovljen u činu generala. Reaktivirao se 1813. i pod nižim činom brigadira opet je ratovao protiv Napoleonovih snaga. Pod istim činom bio je u Bjelovaru i Gospiću od 1815. do 1820. godine. 
1821. je godine umirovljen u činu general bojnika.
Za ratne zasluge dobio je viteški križ Vojnog reda Marije Terezije (25. rujna 1813.), a kasnije (19. travnja 1821.) i plemićki naslov baruna s predikatom od Razboja, odnosno Razbojski.

## Vanjske poveznice
- Rebrović u Životopisnom rječniku austrijskih generala u vrijeme francuskih revolucionarnih i napoleonskih ratova
- Rebrović u popisu nositelja Vojnog reda Marije Terezije  Arhivirana inačica izvorne stranice od 23. rujna 2015. (Wayback Machine)